# Erik Hjelm (fotbollsspelare)
Erik Hjelm, född 22 maj 1893 i Alingsås, död 30 juni 1975 i Jonsered, var en svensk landslagsspelare i fotboll (vänsterinner) och mångårig A-lagsspelare och huvudtränare i IFK Göteborg.
Hjelm, som blev svensk mästare med IFK Göteborg som spelare 1918 och som tränare 1934/35 , spelade under åren 1913-1923 sammanlagt 20 landskamper och gjorde 2 mål. Han blev Stor Grabb 1926. Hjelm ingick i IFK Göteborgs ungdomsverksamhet innan debuten i A-laget, och räknas därför av föreningen som en egen produkt.
Erik Hjelm gjorde minst 430 matcher för IFK Göteborg och står noterad för 215 mål. Han är innehavare av 10 individuella klubbrekord, bland andra flest antal mål mot Gais (20), flest matcher på 1920-talet (301) och flest matcher mot AIK (30).
Hans båda bröder, Alf och Harry Hjelm, har även de gjort ett fåtal A-lagsmatcher för IFK Göteborg, och vid några tillfällen spelade alla tre bröderna samtidigt.
1918 insjuknade han i Spanska sjukan, men återhämtade sig. Bara ett knappt år senare låg han och vilade på en bänk på sin arbetsplats när en glasskärva trillade ner från ett trasigt fönster i taket och landade rakt i hans öga. Han vårdades på Sahlgrenska där man dock inte kunde rädda ögat och de återstående 10 åren av sin karriär spelade Hjelm med ett glasöga.
1930 hoppade han in tillfälligt som huvudtränare, och från 1932 till 1938 var han IFK Göteborgs tränare. I den kapaciteten vann han säsongen 1934/35 Allsvenskan på nytt.

## Meriter

### I landslag
Sverige
- Debuterade i landslaget i den träningslandskamp mot Norge 1913 där SvFF skickade IFK Göteborg att representera Sverige.[13]
- 20 landskamper, 2 mål

### I klubblag
IFK Göteborg
- Svensk mästare 1918 som spelare och 1934/35 som tränare